# Камерън (окръг, Пенсилвания)
Окръг Камерън (на английски: Cameron County) е окръг в щата Пенсилвания, Съединени американски щати. Площта му е 1033 km², а населението - 4592 души (2017). Административен център е град Емпориъм.